# Jean Baptiste Christophe Fusée Aublet

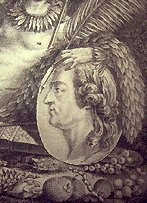
Jean Baptiste Christophe Fusée Aublet

Jean Baptiste Christophe Fusée Aublet (* 4. November 1720 in Salon-de-Provence; † 6. Mai 1778 in Paris) war ein französischer Botaniker und Apotheker. Sein offizielles botanisches Autorenkürzel lautet „Aubl.“.
Aublet schloss sich der Französischen Ostindienkompanie an und wurde 1752 nach Mauritius gesandt, um dort eine Apotheke und einen Botanischen Garten aufzubauen. Er arbeitete dort neun Jahre lang.
1762 wurde er nach Cayenne in Französisch-Guayana geschickt. Dort stellte er ein großes Herbarium zusammen, das ihm als Grundlage seines 1775 veröffentlichten Werkes Histoire des plantes de la Guiane française mit fast 400 Kupferplatten diente.
An Tropenkrankheiten leidend verließ er 1764 Guayana und ging auf Wunsch des Grafen Charles Henri d’Estaing, der 1764–1766 Gouverneur von Saint-Domingue (Haiti) war, nach Haiti, wo er zum Direktor der in diesem Jahr angelegten kleinen, aber strategisch wichtigen Hafensiedlung Môle-Saint-Nicolas ernannt wurde und dann durch die Ansiedlung von etwa 1000 deutschen Flüchtlingen den Ort Bombardopolis gründete. Der Ort wurde benannt nach Aublets Gönner, dem Finanzier Pierre-Paul Bombarda, Sohn von Gio Paolo Bombarda. Schon 1765, nach nur acht Monaten in Saint-Domingue, ging er zurück nach Paris.
Als Aublet 1778 in Paris starb, vermachte er sein Herbarium an Jean-Jacques Rousseau, der jedoch selbst drei Monate später starb. 1953 ging das Herbarium in den Besitz des Muséum national d’histoire naturelle über.

## Ehrungen
Die Pflanzengattungen Aubletia Le Monn. ex Rozier aus der Familie der Eisenkrautgewächse (Verbenaceae) und Aubletella Pierre aus der Familie der Sapotengewächse (Sapotaceae) sind nach Aublet benannt worden.

## Werke
- Histoire des plantes del la Guiane françoise … 1775.